# Horbaf
Horbaf est un fils de Khéops. Il porte le titre important de « vizir » et de « Fils du Roi ».
Il s'agit peut-être du même personnage que le Baoufrê retrouvé sur un graffiti du Moyen Empire dans le Ouadi el-Faouakhir, qui liste ce nom avec ceux de Khéops, Djédefrê, Khéphren et Hordjédef. Le même nom, Baoufrê, apparaît également dans l'histoire rapporté par le papyrus Westcar, comme le nom d'un des fils de Khéops.

## Généalogie
Il est le fils du roi Khéops mais sa mère n'est pas connue.
Horbaf a peut-être été marié à sa (demi ?) sœur Mérésânkh II. Si c'est le cas, alors il est peut-être le père de Djaty, Néfertkaou et Nebty-tepites.

## Sépulture
Horbaf a été enterré dans le mastaba G 7410-7420 dans le cimetière est du complexe funéraire de Khéops à Gizeh. Mérésânkh II y est également enterrée.